# Bílé Vchynice

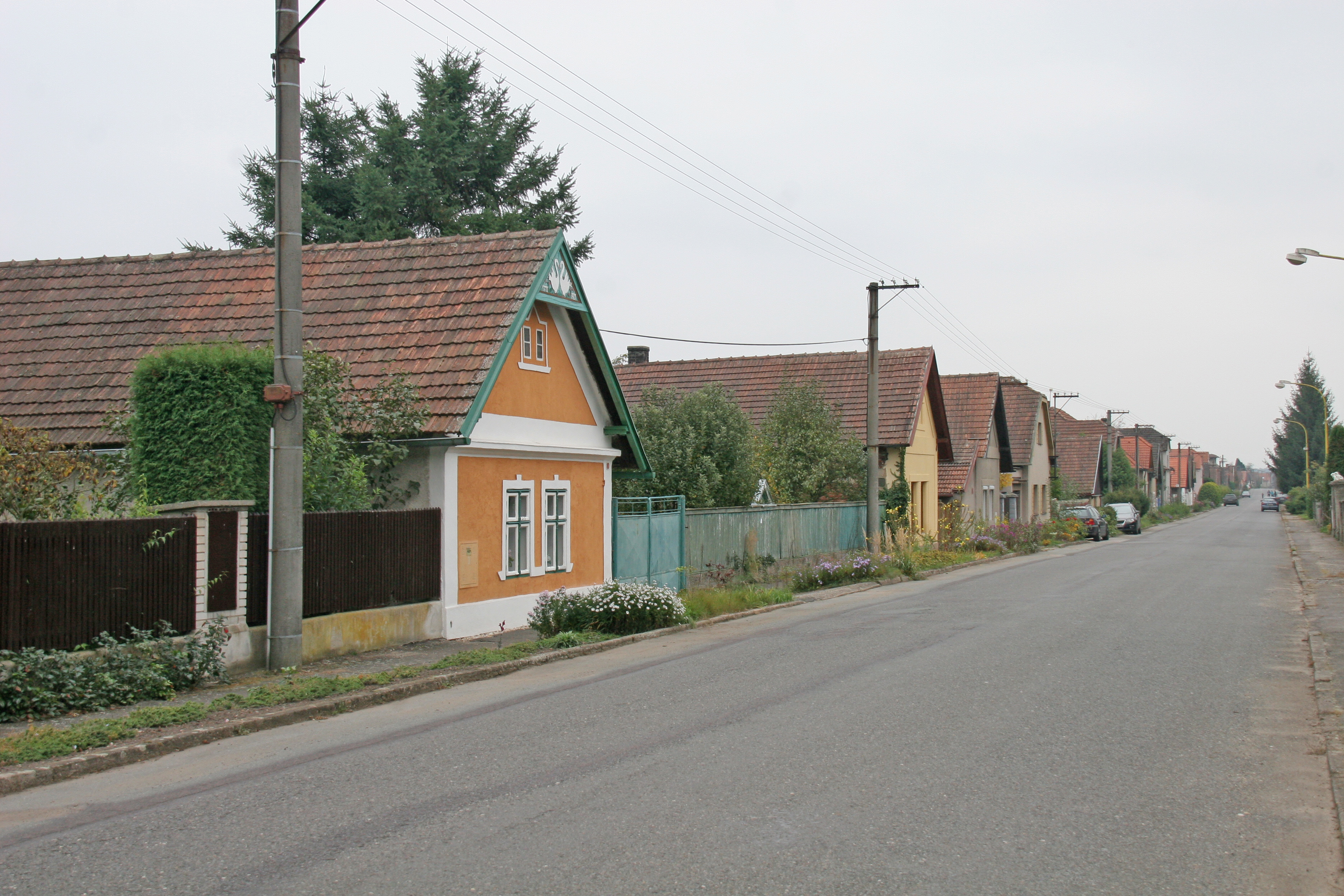
Dorfstraße

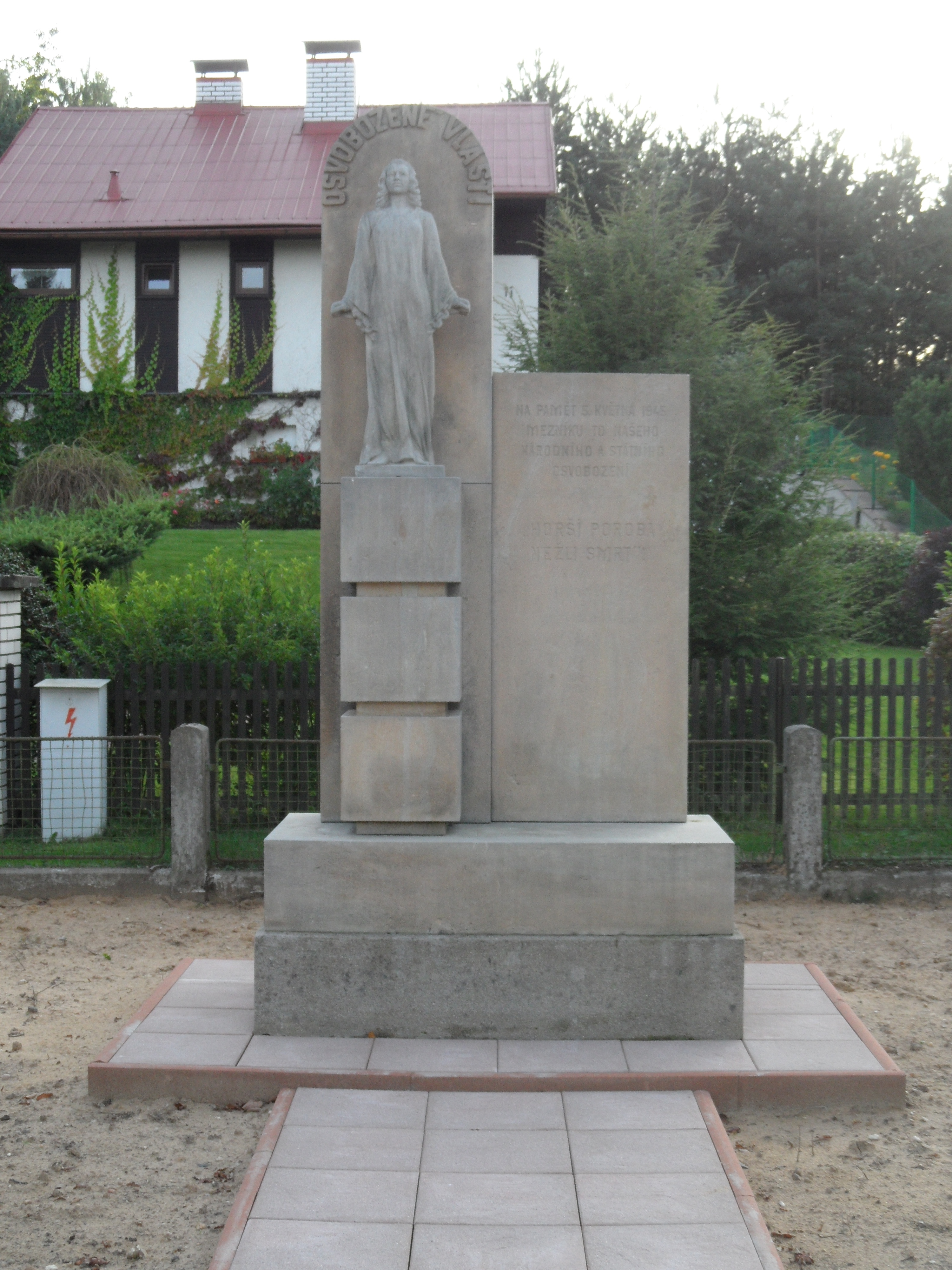
Denkmal der Befreiung

Bílé Vchynice (deutsch Chinitz, auch Weiß Chinitz) ist ein Ortsteil der Gemeinde Kladruby nad Labem in Tschechien. Er liegt sieben Kilometer südlich von Chlumec nad Cidlinou und gehört zum Okres Pardubice.

## Geographie
Das von ausgedehnten Wäldern umgebene Dorf Bílé Vchynice befindet sich linksseitig des Grabens Vchynická svodnice in der Středolabské tabule (Tafelland an der mittleren Elbe). Nördlich des Dorfes stoßen der Pardubický, Královéhradecký und Středočeský kraj zusammen. Im Nordwesten erhebt sich der Na Jívě (248 m n.m.). 
Nachbarorte sind Hradišťko II, Loukonosy, Levín, Olešnice und Pamětník im Norden, Chárovna, Štít und Klamoš im Nordosten, Újezd u Přelouče, Bukovina und Komárov im Osten, Kolesa, Chaloupky und Kladruby nad Labem im Südosten, Tetov und Hlavečník im Süden, Uhlířská Lhota im Südwesten, Rasochy und Radovesnice II im Westen sowie Rozehnaly und Kundratice im Nordwesten.

## Geschichte
An der Stelle des Dorfes erstreckte sich bis in die zweite Hälfte des 18. Jahrhunderts der Teich Rutwas mit einer Fläche von 800 Quadratklaftern.
Im Zuge der Raabisation ließ der Besitzer der Fideikommissherrschaft Chlumetz, Franz Ferdinand Graf Kinsky von Wchinitz und Tettau im Jahre 1788 auf den trockengelegten und emphyteutisierten Gründen das Dorf Weisz-Chinitz anlegen. Benannt wurde es in Andenken an den Ursprungsort des Geschlechts, Vchynice. Auch Tettau und Kolesa wurden zu dieser Zeit gegründet. 1790 bestand das Straßendorf Weisz-Chinitz aus 30 Häusern.
Im Jahre 1833 bestand das im Bidschower Kreis gelegene Dorf Chinitz, auch Weiß-Chinitz genannt, aus 32 Häusern, in denen 242 Personen lebten. Pfarrort war Žiželitz. Ab 1847 wurde das Dorf als Wchynice bzw. Weiss Chynitz bezeichnet. Bis zur Mitte des 19. Jahrhunderts blieb Wchynice der Fideikommissherrschaft Chlumetz untertänig.
Nach der Aufhebung der Patrimonialherrschaften bildete Bílé Vchynice ab 1849 einen Ortsteil der Gemeinde Kundratice im Gerichtsbezirk Chlumetz. Ab 1868 gehörte das Dorf zum Bezirk Neubydžow. 1869 hatte Bílé Vchynice 213 Einwohner und bestand aus 34 Häusern. Zum Ende des 19. Jahrhunderts wurden alternativ die Ortsnamen Chynice bzw. Rutvasy verwendet, zu Beginn des 20. Jahrhunderts wurde das Dorf Chynice, Bílé Vchýnice bzw. Rutvasy genannt. Im Jahre 1900 lebten in Bílé Vchynice 271 Menschen, 1910 waren es 303. 1921 wurde Bílé Vchýnice als amtlicher Ortsname festgelegt. 1930 hatte Bílé Vchýnice 281 Einwohner und bestand aus 56 Häusern. Im Jahre 1949 wurde das Dorf dem Okres Přelouč zugeordnet. 1950 löste sich Bílé Vchýnice von Kundratice los und bildete eine eigene Gemeinde. Seit 1960 gehört Bílé Vchýnice zum Okres Pardubice. Am 1. Juli 1985 erfolgte die Eingemeindung nach Kladruby nad Labem. Beim Zensus von 2001 lebten in den 57 Häusern des Dorfes 104 Personen. 

## Gemeindegliederung
Der Ortsteil Bílé Vchynice bildet einen Katastralbezirk.

## Sehenswürdigkeiten
- Denkmal der Befreiung am 5. Mai 1945
- Gusseisernes Kreuz auf Steinsockel, geschaffen 1870